# Nukuoro
Pour l’article homonyme, voir Nukuoro (langue).
Nukuoro est un atoll des États fédérés de Micronésie situé dans le sud du pays, dans l'État de Pohnpei. En 2010, il est habité par 210 personnes d'origine polynésienne.
Nukuoro ne possédant pas d'aérodrome, il n'est accessible que par la mer et n'est visité de manière régulière qu'une fois par mois.

## Géographie

### Topographie

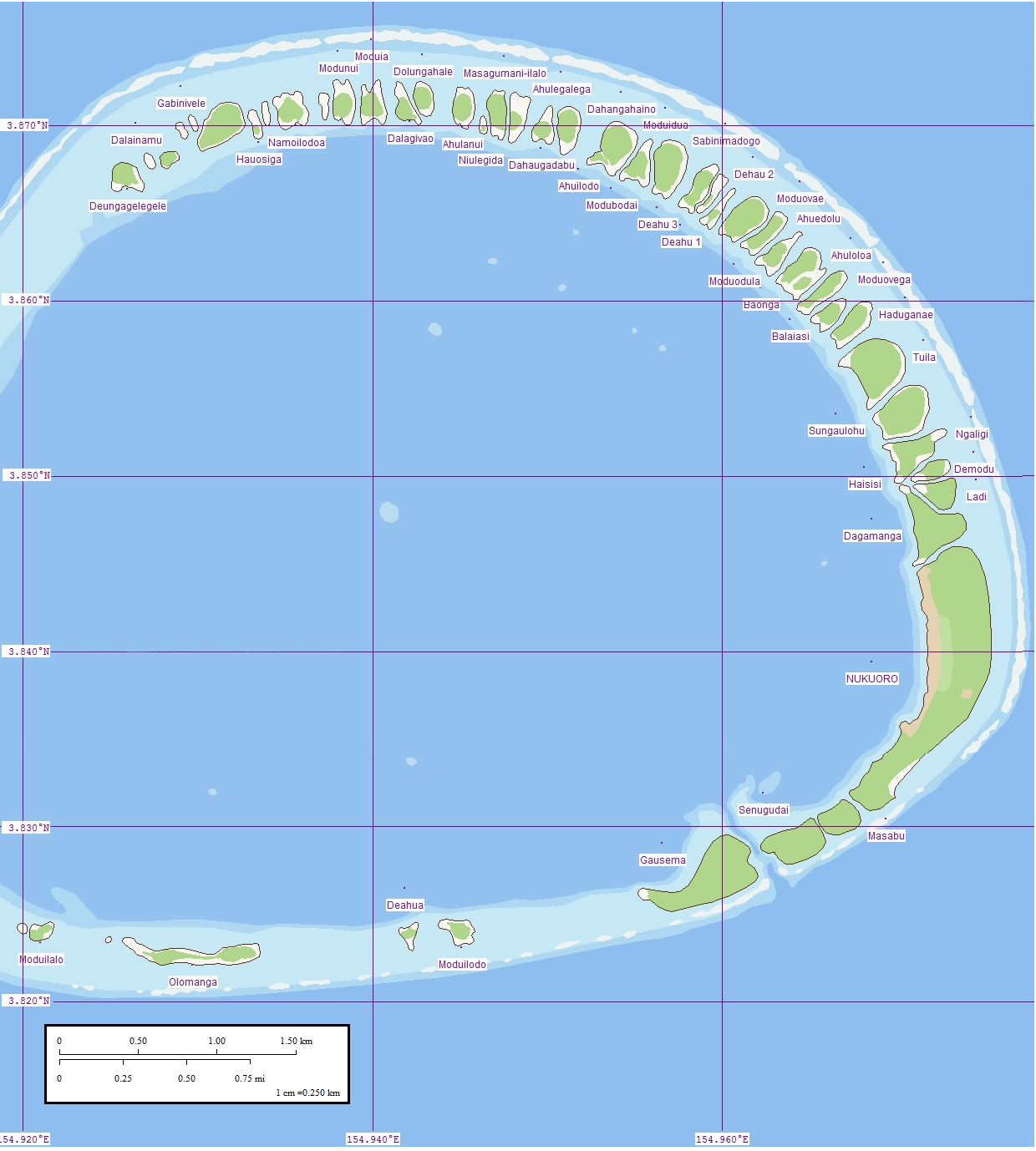
Carte de Nukuoro

Nukuoro est un atoll de l'océan Pacifique faisant partie des îles Carolines dans les États fédérés de Micronésie. Il dépend de l'État de Pohnpei dont il constitue une municipalité.
Grossièrement circulaire, l'atoll est composé de récif corallien ininterrompu entourant un lagon,. Cette barrière de corail supporte 46 motus, appelés localement modu, dont seul le plus grand, Nukuoro, est habité. Ces îlots sont présents notamment dans le nord et l'est de l'atoll, quelques-uns au sud mais sont totalement absents dans la partie ouest. Ces îlots sont accessibles entre eux à marée basse, les passes n'étant alors recouvertes que par une faible quantité d'eau contrairement à la marée haute. La végétation tropicale recouvre ces îles dont le littoral est constitué de sable corallien.

### Démographie
| 1878       | 1894       | 1912       | 1920 | 1925 | 1930 | 1935 | 1958 |
| ---------- | ---------- | ---------- | ---- | ---- | ---- | ---- | ---- |
| 124 (est.) | 150 (est.) | 123 (est.) | 159  | 184  | 168  | 191  | 247  |

| 1967 | 1970 | 1973 | 1980 | 1985 | 1994 | 2000 | 2010 |
| ---- | ---- | ---- | ---- | ---- | ---- | ---- | ---- |
| 287  | 267  | 245  | 307  | 393  | 349  | 362  | 210  |

La population a augmenté de manière assez constante de la fin du XIXe jusque vers l'an 2000. Elle a depuis fortement chuté et s'établit actuellement à 210 personnes.

## Culture

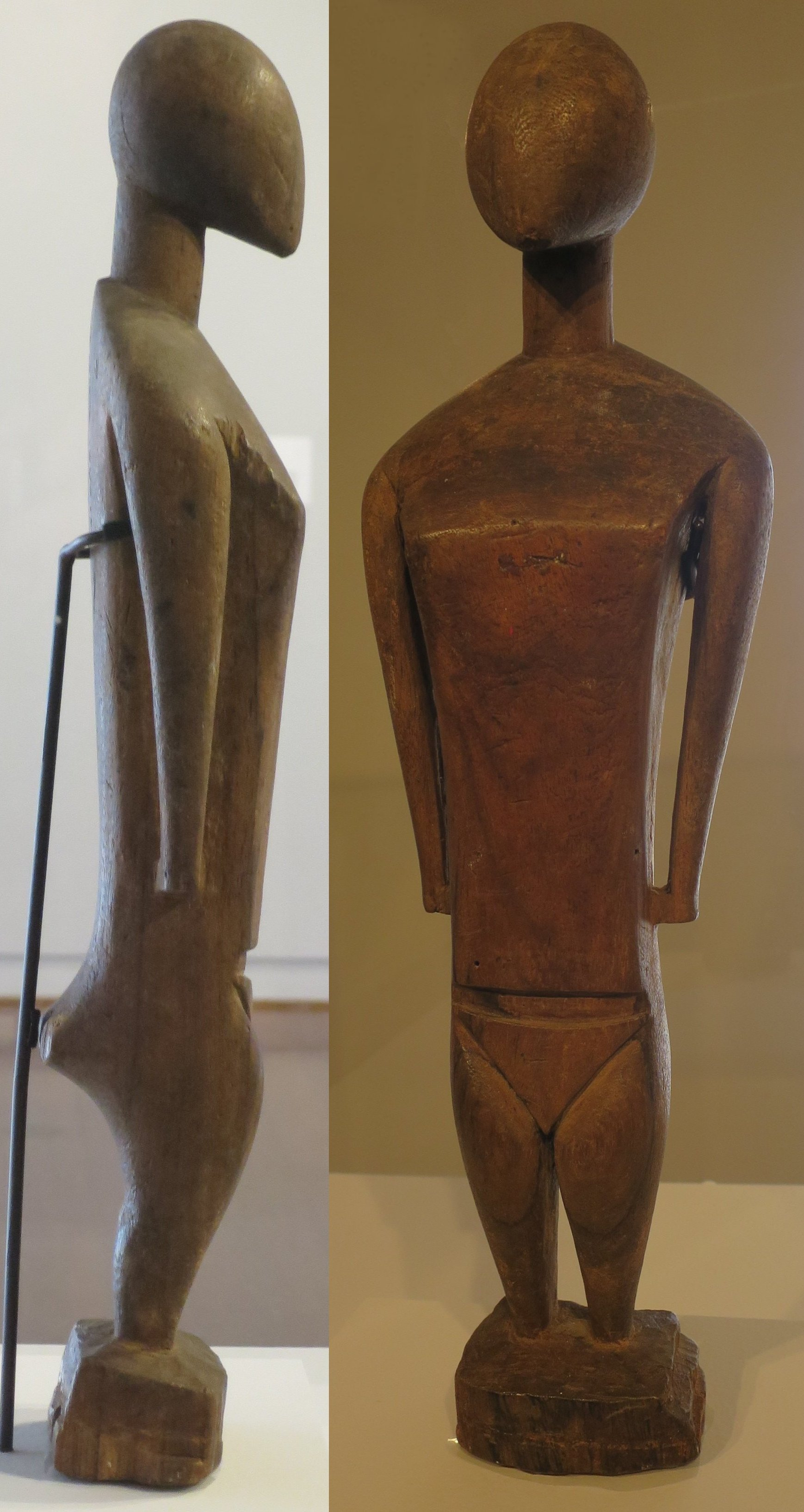
Tino aitu

Les habitants vivent principalement de la pêche, de l'élevage et de la culture du taro et du coprah. Ils parlent le nukuoro, une langue polynésienne présente uniquement sur l'atoll. 
L'atoll est connu pour ses statues (tino aitu) représentation, vraisemblablement divine (figure d'ancêtre), d'un style très épuré, similaire à l'art cycladique,.